# زمین‌لرزه ۲۰۱۹ کوتاباتو
زمین‌لرزه ۲۰۱۹ کوتاباتو (انگلیسی: 2019 Cotabato earthquakes)
یک گروه زمین‌لرزه بود که در اکتبر در جزیره میندانائو فیلیپین رخ داد و تلفات و خساراتی را ایجاد کرد که سه مورد از این گروه زمین‌لرزه بزرگتر از بزرگای گشتاوری ۶٫۰ با مقیاس شدت مرکالی بود.
اولین مورد در ۱۶ اکتبر، با بزرگای گشتاوری ۶٫۳ با رومرکز در نزدیکی تولونان بود، که در آن دست‌کم ۷ نفر کشته و ۲۱۵ نفر زخمی شدند. زمین لرزه دوم در ۲۹ اکتبر، به بزرگای گشتاوری ۶٫۶ با رومرکز منطقه‌ای در نزدیکی بوئل رخ داد. زمین لرزه سوم در ۳۱ اکتبر به بزرگای گشتاوری ۶٫۵ با رومرکز در نزدیکی تولونان، کوتواتو رخ داد. در اثر این دو زمین‌لرزه آخر ۲۱ نفر جان باختند و ۴۳۲ نفر دیگر زخمی شدند.